# Mezgalji
Mezgalji es un pueblo ubicado en el municipio de Berane, en Montenegro.

## Demografía
Hasta 2011 la población era de 174 habitantes, conformada por 59 hogares y 98 viviendas.
| 386                                                              | 447 | 457 | 406 | 317 | 242 | 207 | 174 |
| (Fuente: Population statistics of Eastern Europe & former USSR.) |     |     |     |     |     |     |     |

| Etnicidad                                           | Número | Porcentaje |
| --------------------------------------------------- | ------ | ---------- |
| Serbios                                             | 126    | 60,86 %    |
| Montenegrinos                                       | 65     | 60,86 %    |
| Otros                                               | 16     | 7,72 %     |
| Fuente: Republic of Montenegro. Statistical Office. |        |            |